# Poliona tumidifrons
Poliona tumidifrons är en insektsart som beskrevs av Alexander Fyodorovich Emeljanov 1979. Poliona tumidifrons ingår i släktet Poliona och familjen dvärgstritar. Inga underarter finns listade i Catalogue of Life.